# Yūki Ōgimi
Yuki Ogimi (Atsugi, 15 de juliol de 1987), anteriorment Yuki Nagasato, es una futbolista japonesa que juga actualment al 1.FFC Frankfurt com a davantera. Ha jugat al Japó, Alemanya i Anglaterra, i és internacional amb el Japó, amb el qual va guanyar el Mundial 2011 i la plata als Jocs Olímpics de Londres.
La seva germana Asano i el seu germà Genki també són futbolistes.

## Carrera

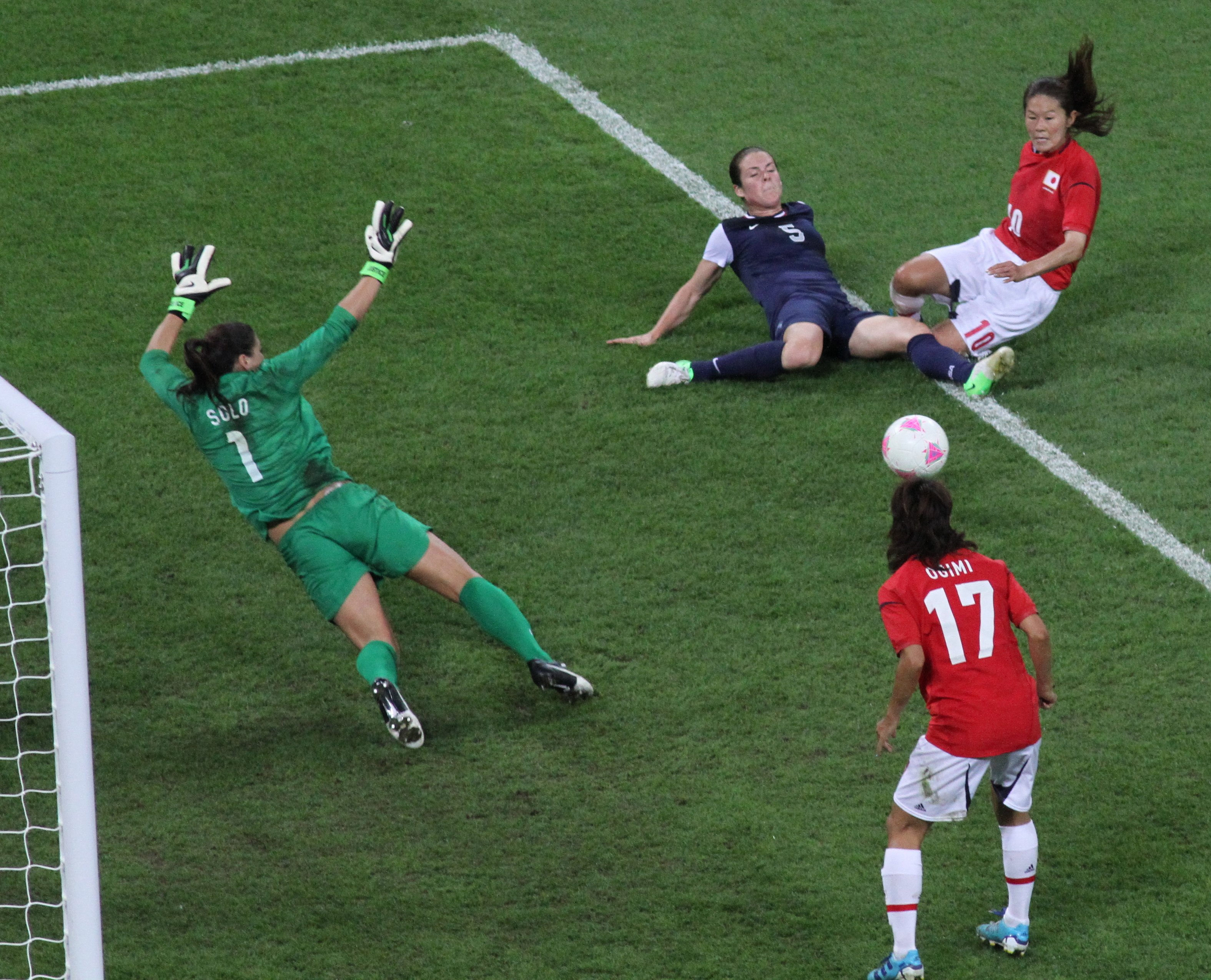
La jugada on va marcar el 1-1 a la final del Jocs de Londres. Els Estats Units van guanyar per 2-1.

| Temporades      | Club              | Títols                                   | Selecció (fases finals)                                                                 |
| --------------- | ----------------- | ---------------------------------------- | --------------------------------------------------------------------------------------- |
| 2002 - 2009 0   | NTV Beleza 0      | 3 Lligues, 4 Copes, 1 Copa de la Lliga 0 | Mundial 2007 (1a fase) Copa de l'Est Asiàtic 2008 (campió) Jocs Olímpics 2008 (4t lloc) |
| 09/10 - 12/13 0 | Turbine Potsdam 0 | 1 Lliga de Campions, 2 Lligues 0         | Copa d'Asia 2010 (3r lloc) Mundial 2011 (campió) Jocs Olímpics 2012 (subcampió)         |
| 2013 - 2014     | Chelsea FC        |                                          |                                                                                         |
| 14/15           | VfL Wolfsburg     | 1 Copa                                   | Mundial 2015 (subcampió)                                                                |
| 15/16 - act.    | 1.FFC Frankfurt   |                                          |                                                                                         |